# Гофман, Макс
Макс Гофман или Макс Хоффманн (нем. Max Hoffmann), полное имя — Карл Адольф Максимилиан Хоффманн (нем. Carl Adolf Maximilian Hoffmann); 25 января 1869, Хомберг ан дер Эфце, Гессен-Нассау, Пруссия — 8 июля 1927, Бад-Райхенхалль, Бавария, Веймарская республика) — германский военный деятель, сыгравший видную роль в событиях Первой мировой войны. Генерал-майор Германской имперской армии (1917). 

## Биография

### Ранние годы
Родился 25 января 1869 года в Хомберг ан дер Эфце в семье советника окружного военного суда Юлиуса Гофмана и его жены Фредерики Гофман.
С 1879 по 1887 годы посещал гимназию в Нордхаузене. По окончании гимназии весной 1887 года вступил в 4-й Тюрингский пехотный полк в Торгау, одновременно с 1 октября 1887 по 5 июля 1888 гг. учился в военной школе в Найссе, после которой получил младший офицерский чин и благодарность только что взошедшего на престол кайзера Вильгельма.
В 1895—1898 годах учился в Прусской военной академии, после чего полгода находился при царском дворе в Санкт-Петербурге в качестве военного атташе.

### Военная карьера
C 1899 по 1901 годы работал под руководством генерала фон Шлиффена в русском отделе Германского генерального штаба. С этого времени считался специалистом по русским делам. Во время Русско-японской войны находился в качестве наблюдателя при 1-й японской армии в Маньчжурии.
В 1907 году - майор, в апреле 1914 - подполковник. 
На момент момент начала Первой мировой войны находился на должности начальника оперативного отдела штаба вновь сформированной 8-й германской армии в Восточной Пруссии. В этом качестве руководил разработкой плана сражения при Гумбиннене. После поражения при Гумбиннене командующим армией был назначен генерал Гинденбург, а начальником штаба армии — генерал Людендорф. Вместе с последним Гофман разрабатывал планы сражений при Танненберге и на Мазурских озёрах.
Затем состоял в должности генерал-квартирмейстера штаба 9-й германской армии, генерал-квартирмейстера штаба Главнокомандующего Восточным фронтом. С 30 августа 1916 года — полковник, начальник штаба Восточного фронта. В октябре 1917 года произведён в генерал-майоры.
В конце августа 1916 г. был назначен начальником штаба Главнокомандующего Восточным фронтом Леопольда Баварского. В этом качестве представлял германское командование в ходе переговоров о Брестском мире. На переговорах занимал крайне агрессивную и неуступчивую позицию. Если верить воспоминаниям Льва Троцкого, Гофман ставил свой солдатский сапог на стол переговоров. В конце Первой мировой войны играл ключевую роль в оккупации германской армией Прибалтики, Украины и Белоруссии.

### В отставке
С 1920 года в отставке. После войны проживал в Берлине. Совместно с немецким промышленником Рехбергом разработал так называемый «план Гофмана», предусматривавший вторжение в СССР объединённых войск Германии, Франции и Великобритании. Умер 8 июля 1927 года в Бад-Райхеналле. 

## Участие в мирных переговорах в Брест-Литовске. Отношение к Октябрьской революции
В своих мемуарах Гофман вспоминал, что 26 ноября [9 декабря] 1917 года Николай Крыленко по радио запросил перемирия у германского командования Восточным фронтом.
 Генерал Людендорф вызвал меня к телефону и спросил: «Что же, можно с этими людьми вести переговоры?». Я ответил: «Да, с ними можно вести переговоры. Вам нужны войска, и отсюда вы их получите скорее всего».
Гофман писал, что соглашение о мире могло бы быть заключено за несколько часов. Необходимые условия были выработаны и «не содержали ничего несправедливого или оскорбительного» для противника. Однако, «это было не так просто» с русскими, которые придерживались мнения, что мир без аннексий отдаст им польские, литовские и курляндские губернии. Гофман на переговорах объявил, что декларация большевиков о праве наций на самоопределение давала возможность этим частям прежнего государства «добровольно и по решению законных учреждений высказаться за выделение из состава России». Глава делегации России Адольф Иоффе «был совершенно ошеломлен» услышанным и уехал в Петроград . В первых числах января 1918 года переговоры возобновились. Делегацию из России возглавил Троцкий. Переговоры с большевиками начали затягиваться до бесконечности и переходить в теоретическую дискуссию. Одновременно Троцкий по радио «через голову конференции» начал провозглашать большевистское учение и обратился к солдатам с призывом  к неповиновению и убийству немецких офицеров. Гофман написал, что тогда в Брест-Литовске появилась новая группа участников – представители УНР, прибывшие для заключения сепаратного мира для Украины. 27 января (9 февраля) 1918 года мирный договор с УНР был подписан.  
14 [27] июня 1919 года русский публицист и политик Василий Шульгин приводил в своей газете «Великая Россия»  выдержки из интервью Гофмана британской газете Daily Mail, в котором Гофман приписывал себе заслуги в возникновении на территориях Российской империи, оккупированных Центральными державами, «независимых государств». В интервью Гофман, в частности, сказал:313:

Украина и другие государственные образования не более как эфемерное создание… В действительности Украина — это дело моих рук, а вовсе не творение сознательной воли русского народа. Никто другой, как я, создал Украину, чтобы иметь возможность заключить мир, хотя бы с одной частью России…
28 января (10 февраля) 1918 года Троцкий объявил, что «Россия заканчивает войну, распускает свои войска по домам и оповещает об этом факте все народы и государства». Гофман заявил, что «раз дело до мира не дошло, то значит цель перемирия не осуществилась; таким образом, перемирие автоматически закончилось и должны возобновиться враждебные действия». На восьмой день прекращения переговоров армии Восточного фронта перешли в наступление.  Очень быстро была оккупирована Лифляндия и Эстония. Немецкие войска были встречены как спасители от большевистского террора. На другой день пришло сообщение, что русские просят возобновить переговоры. Большевики назвали заключенный мир «насильственным миром». Одновременно большевики открыли военные действия против Украины. Правительство УНР было вынуждено запросить у Германии военную помощь. Оккупация Украины оказалась для немецких войск нетрудной задачей. Гофман описывал этот процесс так:
«Мне ещё не доводилось видеть такой нелепой войны. Мы вели её практически на поездах и автомобилях. Сажаешь на поезд горстку пехоты с пулемётами и одной пушкой и едешь до следующей станции. Берёшь вокзал, арестовываешь большевиков, сажаешь на поезд ещё солдат и едешь дальше».

В процессе переговоров он всё чаще стал задаваться вопросами: «Правильно ли было то, что мы вошли в переговоры с большевиками? Не лучше ли было отказаться от них? В таком случае Ленин и Троцкий не удержались бы у власти». Однако мир был заключен 3 марта 1918 года и фактически имперское правительство стало соучастником большевиков по  захвату власти в России. Положение в России с каждым днём становились всё страшнее. Было не совсем понятно, как дальше взаимодействовать с большевиками. Командование восточным фронтом непрерывно получало от русского общества обращения о помощи. Посланные в Россию представители Германии заявляли, что «мы ни в коем случае не должны, сложа руки, смотреть на неистовства большевиков». Гофман вспоминал, что в первые дни «трудно было решиться нарушить уже заключенный мир и снова с оружием в руках выступить против России». В то же время генерал Людендорф до начала марта перебросил все боеспособные части с Восточного фронта на Западный и начал Весеннее наступление. Гофман заявлял, что с весны 1918 года «правильнее было бы выяснить положение дел на Востоке» и не предпринимать грандиозное наступление на Западном фронте.
В тот самый день, когда верховное командование приказало приостановить наступление на Амьен, оно обязано было обратить внимание имперского правительства на то, что нет никаких шансов закончить войну на западном фронте решительной победой и что пора завязать мирные переговоры.
По его словам, в апреле 1918 года настал благоприятный момент для заключения достойного для Германии мира:
он был бы лучший, нежели Версальский. Как бы то ни было, дальнейшие наступления должны были быть приостановлены. Они стоили нам страшных потерь в людях и снаряжении, которых мы больше не могли возместить. И тогда было ещё не поздно осуществить планы командования восточным фронтом насчет России.
В отношении с большевиками было якобы необходимо отказаться от заключённого в Брест-Литовске мира, пойти походом на Москву, захватить её, свергнуть большевистскую власть, создать русское новое правительство и предложить ему лучшие условия мира, нежели брест-литовские, и, наконец, заключить с этим правительством союз, дабы получить на Востоке союзника с огромными материальными ресурсами. Имея в тылу мирно настроенную Россию, можно было просто «выжидать», чтобы инициатива наступления исходила от Антанты. Новый военный атташе в Москве, майор Шуберт был уверен, «что двух батальонов было бы вполне достаточно для водворения порядка в Москве». Власть большевиков опиралась на группы разрозненных банд, несколько латышских батальонов и вооруженных «китайских кули», которых использовали в качестве палачей.
Таким образом, Россия была бы избавлена, по крайней мере, от невыразимых страданий, и была бы предотвращена смерть миллионов людей. Какое впечатление произвели бы эти события в Германии и на Западе, это нетрудно себе представить. Несомненно, что значение этого начинания было бы огромно, если бы только мы решились на это раньше, чем Людендорф начал своё первое наступление в марте 1918 года.

## Награды
- Орден Pour le Merite (Германская империя).
- Железный крест II класса (Германская империя).

## Сочинения
Полное собрание сочинений в 2-х томах:
- Die Aufzeichnungen des Generalmajors Max Hoffmann. Berlin: Verlag für Kulturpolitik, 1929.

Отдельным изданием вышло:
- Der Krieg der versäumten Gelegenheiten. München: Verlag für kulturpolitik, 1923 (переиздавалось в 1939 году на немецком и неоднократно на других языках).